# 臺灣金蓮花
臺灣金蓮花（学名：Trollius taihasenzanensis）又名金梅草，为毛茛科金莲花属下的一个种。

## 扩展阅读
- 維基物種上的相關：台湾金莲花